# Aire urbaine de Lunel
L'aire urbaine de Lunel est une aire urbaine française formée des neuf communes de l'unité urbaine de Lunel[réf. souhaitée], dans l'Hérault et le Gard. En 2017 elle était peuplée de 48 672 habitants.

## Caractéristiques
En 2020, l'Insee définit un nouveau zonage d'étude : les aires d'attraction des villes. L'aire d'attraction de Montpellier remplace désormais son aire urbaine, avec un périmètre différent.
D'après la définition qu'en donne l'INSEE, l'aire urbaine de Lunel est composée de 9 communes, situées dans l'Hérault.
Toutes les neuf communes font partie de l'unité urbaine de Lunel.

### Communes
Liste des communes appartenant à l'aire urbaine de Lunel selon la nouvelle délimitation de 2010 et sa population municipale (liste établie par ordre alphabétique) :
| Nom                    | Code Insee | Statut | Superficie (km2) | Population (dernière pop. légale) | Densité (hab./km2) |
| ---------------------- | ---------- | ------ | ---------------- | --------------------------------- | ------------------ |
| Aigues-Vives           | 34007      |        | 12,81            | 472 (2022)                        | 37                 |
| Aubais                 | 30019      |        | 11,79            | 2 938 (2022)                      | 249                |
| Gallargues-le-Montueux | 30123      |        | 10,89            | 3 615 (2022)                      | 332                |
| Lunel                  | 34145      |        | 23,9             | 26 380 (2022)                     | 1 104              |
| Lunel-Viel             | 34146      |        | 11,97            | 4 497 (2022)                      | 376                |
| Marsillargues          | 34151      |        | 42,71            | 6 787 (2022)                      | 159                |
| Saint-Just             | 34272      |        | 6,08             | 3 290 (2022)                      | 541                |
| Saint-Nazaire-de-Pézan | 34280      |        | 5,66             | 620 (2022)                        | 110                |
| Villetelle             | 34340      |        | 5,31             | 1 698 (2022)                      | 320                |

## Évolution démographique
L'évolution démographique ci-dessous concerne l'unité urbaine selon le périmètre défini en 2010.
| 1968   | 1975   | 1982   | 1990   | 1999   | 2009   | 2010   | 2011   | 2013   | 2015   |
| ------ | ------ | ------ | ------ | ------ | ------ | ------ | ------ | ------ | ------ |
| 19 883 | 22 732 | 27 336 | 33 265 | 41 445 | 47 851 | 48 613 | 49 072 | 49 281 | 49 914 |

| 2016   | 2017   | - | - | - | - | - | - | - | - |
| ------ | ------ | - | - | - | - | - | - | - | - |
| 48 239 | 48 672 | - | - | - | - | - | - | - | - |

## Historique
En 1999, elle comptait quatre communes, sa population faisait d'elle la 203e aire urbaine de France et elle appartenait à l’espace urbain Grand delta méditerranéen. 